# 常泰街道
常泰街道是中华人民共和国福建省泉州市鲤城区下辖的一个街道。2020年3月7日，常泰街道南环路的欣佳快捷酒店发生坍塌事故，共导致29人死亡。

## 行政区划
常泰街道办事处驻五星社区。常泰街道共辖10个社区，分别是：
五星社区、仙塘社区、新塘社区、锦田社区、华星社区、华塑社区、上村社区、树兜社区、下店社区、路边社区。

## 文物保护单位
|     | 紫帽山摩崖石刻   |          | 上村社区         |                  |  |
|     | 蒋报企旧居       | 清、民国 | 樹兜社區樹兜南路 |                  |  |
|     | 蒋以麟、蒋报企墓 |          | 樹兜社區         |                  |  |
| 7-2 | 蒋报荣民居       | 民國     | 樹兜社區         | 1914年回鄉建該厝 |  |